# Giro dell'Appennino 1996
Il Giro dell'Appennino 1996, cinquantasettesima edizione della corsa, si svolse il 25 aprile 1996, su un percorso di 209 km. La vittoria fu appannaggio dell'italiano Wladimir Belli, che completò il percorso in 5h01'46", precedendo il russo Pavel Tonkov e il connazionale Gianni Faresin.
I corridori che partirono furono 128, mentre coloro che tagliarono il traguardo di Pontedecimo furono 45.

## Ordine d'arrivo (Top 10)
| Pos. | Corridore            | Squadra               | Tempo    |
| ---- | -------------------- | --------------------- | -------- |
| 1    | Wladimir Belli       | Panaria-Vinavil       | 5h01'46" |
| 2    | Pavel Tonkov         | Panaria-Vinavil       | s.t.     |
| 3    | Gianni Faresin       | Panaria-Vinavil       | s.t.     |
| 4    | Rodolfo Massi        | Refin-Mobilvetta      | a 1'56"  |
| 5    | Andrea Noè           | Mapei-GB              | s.t.     |
| 6    | Riccardo Forconi     | Amore & Vita-Galatron | s.t.     |
| 7    | Franco Vona          | Aki-Gipiemme          | a 1'57"  |
| 8    | Massimiliano Gentili | Cantina Tollo-Co.Bo.  | a 2'16"  |
| 9    | Gabriele Colombo     | Gewiss-Playbus        | a 2'18"  |
| 10   | Evgenij Berzin       | Gewiss-Playbus        | a 2'19"  |